# (11103) Miekerouppe
(11103) Miekerouppe (1995 SX19) – planetoida z pasa głównego asteroid okrążająca Słońce w ciągu 4,91 lat w średniej odległości 2,89 j.a. Odkryta 18 września 1995 roku.